# Kawang Gewog
Kawang (Dzongkha: ཀ་ཝང་) ist einer von acht Gewogs (Blöcke) des Dzongkhags Thimphu in Westbhutan. 
Kawang Gewog ist wiederum eingeteilt in fünf Chiwogs (Wahlkreise). Laut der Volkszählung von 2005 leben in diesem Gewog 2582 Menschen auf einer Fläche von 307 km² in etwa 591 Haushalten.
Die Dzongkhag Administration nennt in ihrem Internetauftritt eine Anzahl von 383 Haushalten.
Der Wang Chhu fließt mitten durch den Kawang Gewog, der sich über Höhenlagen zwischen 2320 und 4769 m erstreckt. Der Gewog liegt weitgehend im Einzugsbereich der Hauptstadt Thimphu, so dass die Bevölkerung leichten Zugang zu Schulen und medizinischen Dienstleistungen hat.
| Chiwog                                                        | Dörfer bzw. Weiler |
| ------------------------------------------------------------- | ------------------ |
| Boegarna Dodennang བོད་སྒར་ན་_རྡོ་གདན་ནང་                         | Boegarna           |
| Boegarna Dodennang བོད་སྒར་ན་_རྡོ་གདན་ནང་                         | Dodennang          |
| Boegarna Dodennang བོད་སྒར་ན་_རྡོ་གདན་ནང་                         | Janazampa          |
| Kuzhugchen སྐུ་བཞུགས་ཅན་                                         | Kuzhugchen         |
| Kuzhugchen སྐུ་བཞུགས་ཅན་                                         | Wangkawog          |
| Chhagminang Chhoekhor ཕྱག་མི་ནང་_ཆོས་འཁོར་                        | Chhangminang       |
| Chhagminang Chhoekhor ཕྱག་མི་ནང་_ཆོས་འཁོར་                        | Chhoekhor          |
| Dazhi Zhoshuel མདའ་གཞི་_ཞོ་ཤུལ་                                  | Dazhi              |
| Dazhi Zhoshuel མདའ་གཞི་_ཞོ་ཤུལ་                                  | Kabisa             |
| Dazhi Zhoshuel མདའ་གཞི་_ཞོ་ཤུལ་                                  | Zhoshuel           |
| Chhandagang Chhoekortse Phajoding ཕྱག་མདའ་སྒང་_ཆོས་འཁོར་ཙེ_ཕ་ཇོ་སྡིང་ | Deling Goenpa      |
| Chhandagang Chhoekortse Phajoding ཕྱག་མདའ་སྒང་_ཆོས་འཁོར་ཙེ_ཕ་ཇོ་སྡིང་ | Tashiding          |
| Chhandagang Chhoekortse Phajoding ཕྱག་མདའ་སྒང་_ཆོས་འཁོར་ཙེ_ཕ་ཇོ་སྡིང་ | Dechenphu          |
| Chhandagang Chhoekortse Phajoding ཕྱག་མདའ་སྒང་_ཆོས་འཁོར་ཙེ_ཕ་ཇོ་སྡིང་ | Chhandagang        |